# ハート (シンボル)

ハートのエース

ハート（英: heart）、ハートマークは、心臓を表すシンボル。一般的に色は赤で示される。
なお、日本の建築などでみられる同様の形の文様や透かし彫りは猪目と呼ばれる。

## 起源

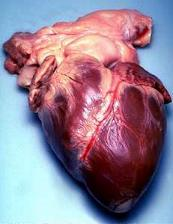
ヒトの心臓

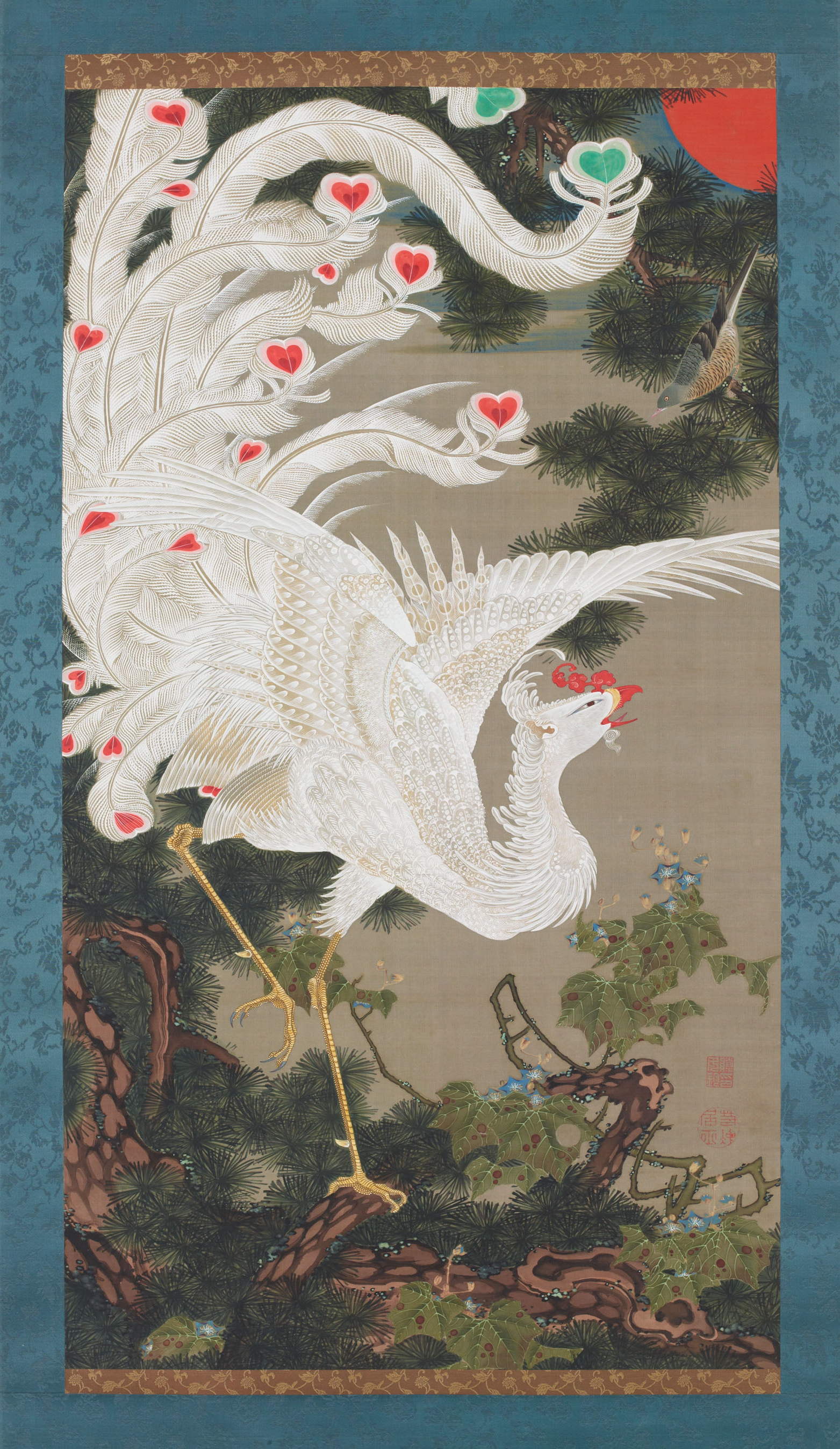
江戸時代の伊藤若冲の『動植綵絵』の内「老松白鳳図」

一般的には心臓を表したものとされているが、これには異論もあり、女性の臀部や胸の輪郭、陰部などを表現したものだとする説もある。カイロのエジプト考古学博物館には、ハートマークをあしらった古代エジプトの女性用ミイラマスクも所蔵されている。
古代ギリシャにおいて、ハートマークと非常に良く似た形をしたシルフィウム（既に絶滅して現存していない植物の一種）の種または果実をモチーフとした銀貨が発行されており、起源の一説として取り上げられている。
一方、トランプのスート（絵柄）のひとつでもある。本来はカップの形をしていたが、ドイツではかわってハートの形をしたマークが使われた。現在のマークはドイツのものをほぼそのまま使用している。イタリアの社会階級からは聖杯、聖職者、僧侶を表現したものとされている。

## 用途

### 約物としての利用

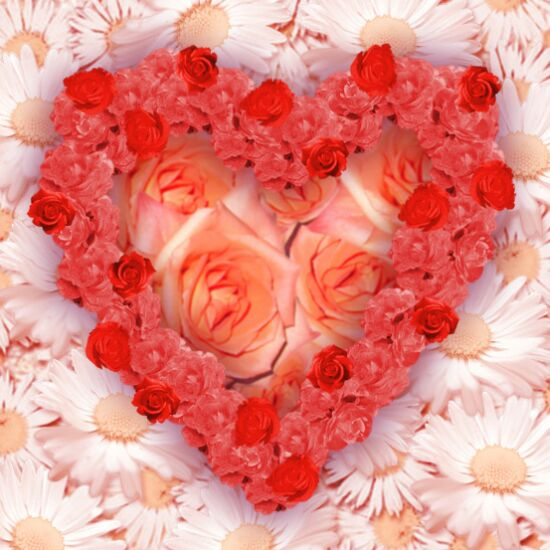
花のハート

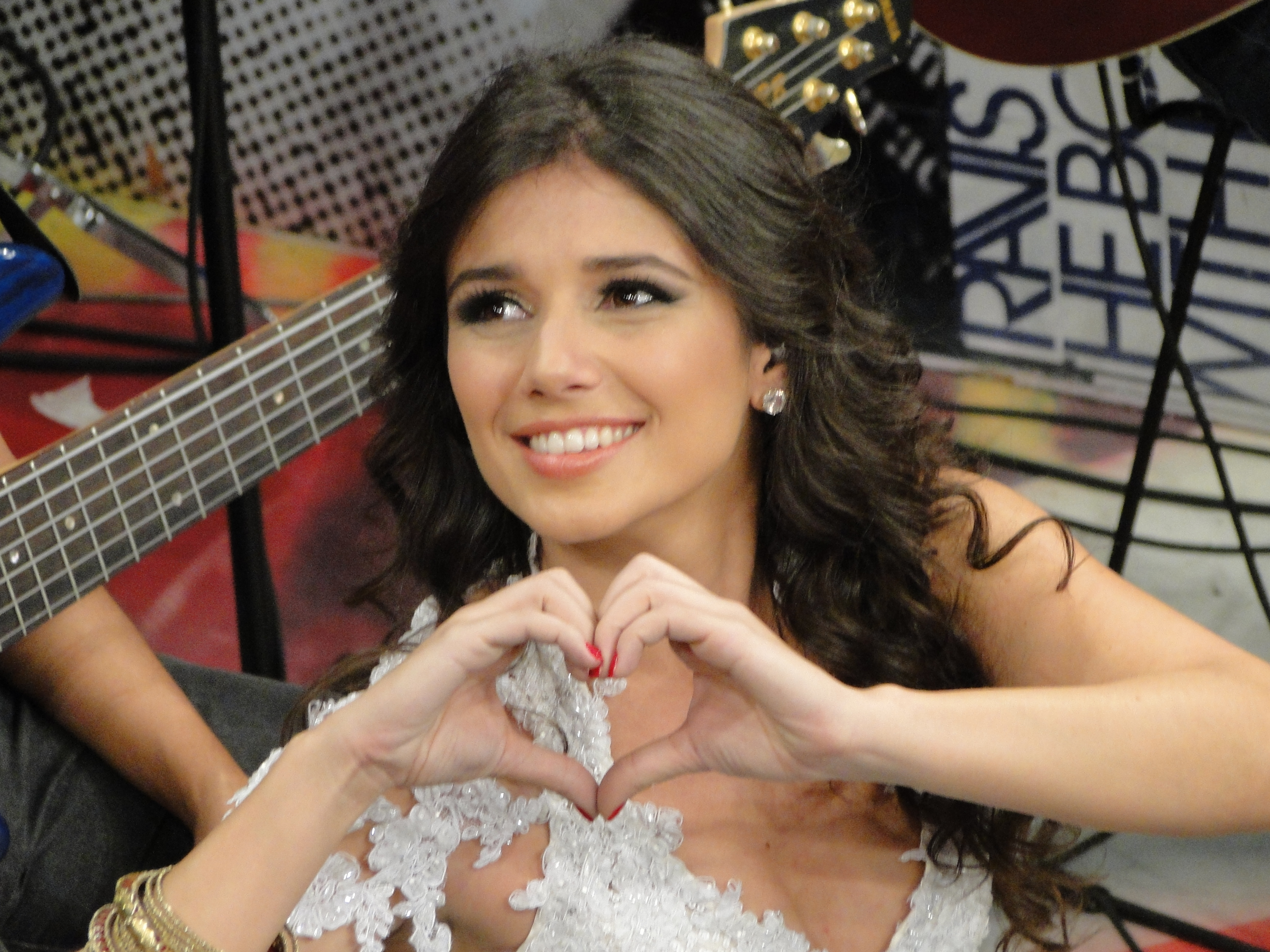
ハンドジェスチャー

このシンボルは、心やバレンタインデー、キスを表現する他、愛や恋などの恋愛感情や、対象に好感を持っている事を示すために用いられる。恋に落ちたときの表現としては矢が刺さったハート、恋が破局したときには割れたハートなどのバリエーションもある。
（主に女性の）「可愛らしさ」や「セクシーさ」といったものをアピールする際にも用いられる。漫画や小説では、成人向け作品の性交における性的快感や性的興奮を示す際にも使用され、人物の台詞や嬌声・喘ぎ声の末尾などに付与することで、場面の雰囲気を盛り上げたり、感情を込めさせたりする。
テレビ番組のテロップなどで、単純な喜びを表現するときに用いられることも多くなっている（「これ、おいしい♥」など）。
携帯電話などによる電子メールにおいても、上記の意味を持ったハートの絵文字が使われる。パソコンのハートの絵文字は機種依存文字であるため、代用表記として「（はあと」や「v」、「<3」などの文字列が用いられることがある。
男女を問わず、特に親しくない間柄で文章をやり取りする際は、誤解を招かないようハートマークの使用は避けるのが一般的である。2006年には、徳島大学の男性教授が、女性職員に宛てた複数の業務用のメールの文面の末尾にハートマークを使用したという理由で、セクシャルハラスメントのかどで懲戒戒告されるという事例も発生している。その一方で、ナナヲアカリが、複数の作品の末尾のみならず各部分にハートマークを使用している。

### アイコンとしての利用
絵や漫画などでは単なるハートをアイコンとして利用することが多い。漫画などでは恋愛感情を絵の中で、ハートマークを人物の周りに付加したり、目をハートマークで表現したりすることがある。
競輪ではガールズケイリン（女子競輪）を含む開催であれば、開催日程表などでそれを示すハートマークが加えられている。また、競艇でもレースに女子選手が出走していれば、出走表などでその女子選手にハートマークが加えられていることがある。
バレンタインデーのチョコレートなどをハートマークの形で作成することもよく行われる。
より広義に「真心」や「心のふれあい」を意図するものとして第一勧業銀行はロゴマークとして社色の橙地に白抜きのハートを採用。「ハートの銀行」を称していた。

## 割れたハート

割れたハート

左右中央でギザギザに割れたハートマークが世界的に使用されることがある。これは失恋を主に表すが、好きでないことを意味することにも用いられ、「good」をあらわすサムズアップ（親指を立てた記号）の対として用いられることがある。

## 符号位置
| 記号 | Unicode | JIS X 0213 | 文字参照                  | 名称                                                                                 |
| ---- | ------- | ---------- | ------------------------- | ------------------------------------------------------------------------------------ |
| ♡    | U+2661  | 1-6-29     | &#x2661; &#9825;          | ハート（白） WHITE HEART SUIT                                                        |
| ♥    | U+2665  | 1-6-30     | &hearts; &#x2665; &#9829; | ハート BLACK HEART SUIT （iモード絵文字・EZweb絵文字・SoftBank絵文字）               |
| ❣    | U+2763  | -          | &#x2763; &#10083;         | HEAVY HEART EXCLAMATION MARK ORNAMENT （iモード絵文字・EZweb絵文字・SoftBank絵文字） |
| ❤    | U+2764  | -          | &#x2764; &#10084;         | HEAVY BLACK HEART                                                                    |
| ❥    | U+2765  | -          | &#x2765; &#10085;         | ROTATED HEAVY BLACK HEART BULLET                                                     |
| ❦    | U+2766  | -          | &#x2766; &#10086;         | FLORAL HEART                                                                         |
| ❧    | U+2767  | -          | &#x2767; &#10087;         | ROTATED FLORAL HEART BULLET                                                          |
| 🎔    | U+1F394 | -          | &#x1F394; &#127892;       | HEART WITH TIP ON THE LEFT                                                           |
| 🏩   | U+1F3E9 | -          | &#x1F3E9; &#127977;       | LOVE HOTEL                                                                           |
| 💌   | U+1F48C | -          | &#x1F48C; &#128140;       | LOVE LETTER                                                                          |
| 💏   | U+1F48F | -          | &#x1F48F; &#128143;       | KISS                                                                                 |
| 💑   | U+1F491 | -          | &#x1F491; &#128145;       | COUPLE WITH HEART                                                                    |
| 💒   | U+1F492 | -          | &#x1F492; &#128146;       | WEDDING                                                                              |
| 💓   | U+1F493 | -          | &#x1F493; &#128147;       | BEATING HEART （iモード絵文字・EZweb絵文字・SoftBank絵文字）                         |
| 💔   | U+1F494 | -          | &#x1F494; &#128148;       | BROKEN HEART （iモード絵文字・EZweb絵文字・SoftBank絵文字）                          |
| 💕   | U+1F495 | -          | &#x1F495; &#128149;       | TWO HEARTS （iモード絵文字・EZweb絵文字）                                            |
| 💖   | U+1F496 | -          | &#x1F496; &#128150;       | SPARKLING HEART （EZweb絵文字）                                                      |
| 💗   | U+1F497 | -          | &#x1F497; &#128151;       | GROWING HEART （SoftBank絵文字）                                                     |
| 💘   | U+1F498 | -          | &#x1F498; &#128152;       | HEART WITH ARROW （EZweb絵文字・SoftBank絵文字）                                     |
| 💙   | U+1F499 | -          | &#x1F499; &#128153;       | BLUE HEART （EZweb絵文字・SoftBank絵文字）                                           |
| 💚   | U+1F49A | -          | &#x1F49A; &#128154;       | GREEN HEART （EZweb絵文字・SoftBank絵文字）                                          |
| 💛   | U+1F49B | -          | &#x1F49B; &#128155;       | YELLOW HEART （EZweb絵文字・SoftBank絵文字）                                         |
| 💜   | U+1F49C | -          | &#x1F49C; &#128156;       | PURPLE HEART （EZweb絵文字・SoftBank絵文字）                                         |
| 💝   | U+1F49D | -          | &#x1F49D; &#128157;       | HEART WITH RIBBON （EZweb絵文字・SoftBank絵文字）                                    |
| 💞   | U+1F49E | -          | &#x1F49E; &#128158;       | REVOLVING HEARTS （EZweb絵文字）                                                     |
| 💟   | U+1F49F | -          | &#x1F49F; &#128159;       | HEART DECORATION （SoftBank絵文字）                                                  |
| 🖤   | U+1F5A4 | -          | &#x1F5A4; &#128420;       | BLACK HEART                                                                          |
| 😍   | U+1F60D | -          | &#x1F60D; &#128525;       | SMILING FACE WITH HEART-SHAPED EYES                                                  |
| 😘   | U+1F618 | -          | &#x1F618; &#128536;       | FACE BLOWING A KISS                                                                  |
| 😻   | U+1F63B | -          | &#x1F63B; &#128571;       | SMILING CAT FACE WITH HEART-SHAPED EYES                                              |
| 🤍   | U+1F90D | -          | &#x1F90D; &#129293;       | WHITE HEART                                                                          |
| 🤎   | U+1F90E | -          | &#x1F90E; &#129294;       | BROWN HEART                                                                          |
| 🥰   | U+1F970 | -          | &#x1F970; &#129392;       | SMILING FACE WITH SMILING EYES AND THREE HEARTS                                      |
| 🧡   | U+1F9E1 | -          | &#x1F9E1; &#129505;       | ORANGE HEART                                                                         |
| 🩵   | U+1FA75 | -          | &#x1FA75; &#129653;       | LIGHT BLUE HEART                                                                     |
| 🩶   | U+1FA76 | -          | &#x1FA76; &#129654;       | GREY HEART                                                                           |
| 🩷   | U+1FA77 | -          | &#x1FA77; &#129655;       | PINK HEART                                                                           |
| 🫰   | U+1FAF0 | -          | &#x1FAF0; &#129776;       | HAND WITH INDEX FINGER AND THUMB CROSSED                                             |
| 🫶   | U+1FAF6 | -          | &#x1FAF6; &#129782;       | HEART HANDS                                                                          |

### 結合文字
| 記号 | Unicode                      | sequence       | 名称          |
| ---- | ---------------------------- | -------------- | ------------- |
| ❤️‍🔥   | U+2764;U+FE0F;U+200D;U+1F525 | ❤[VS16][ZWJ]🔥 | HEART ON FIRE |
| ❤️‍🩹   | U+2764;U+FE0F;U+200D;U+1FA79 | ❤[VS16][ZWJ]🩹 | MENDING HEART |

- VS16は、異体字セレクタ16で、符号を絵文字スタイルにする指定。
- ZWJは、ゼロ幅接合子で、符号を接合し、新たな表示文字を作成する指定。